# Mansfield Merriman
Mansfield Merriman  (* 27. März 1848 in Southington; † 7. Juni 1925 in New York City) war ein US-amerikanischer Bauingenieur.
Merriman war der Sohn eines Farmers und studierte Bauingenieurwesen an der Yale University mit dem Abschluss 1871. Danach war er zwei Jahre beim US Corps of Engineers. 1875 bis 1878 war er Instructor an der Yale University und wurde dort 1876 promoviert mit einer Dissertation (der ersten in den USA) über Statistik (Methode der kleinsten Quadrate), die auch als Lehrbuch erfolgreich war. 1877/78 war er Lecturer für Astronomie in Yale. Nachdem er schon 1876 über Brückenträger veröffentlicht hatte, wurde er 1878 Professor für Bauingenieurwesen an der Lehigh University, was er bis 1907 blieb. Danach war er beratender Ingenieur.
1880 bis 1885 war er Assistent des United States Coast and Geodetic Survey.
Von ihm stammen Bücher über Bauingenieurwesen, Festigkeitslehre, Vermessungskunde, Hydraulik und Statistik. 1911 gab er die erste Ausgabe des American Civil Engineer’s Pocket Book heraus, die zum Standardwerk für Bauingenieure in den USA wurde mit großer Verbreitung.

## Schriften
- On the theory and calculation of continous bridges, New York: Van Nostrand 1876
- Elements of the Method of least squares, London: Macmillan 1877, Archive (8. Auflage, Wiley 1910)
- A text-book on the mechanics of materials and of beams, columns, and shafts, New York: Wiley 1885
- A text-book on roofs and bridges. Part I. Stresses in simple trusses, New York: Wiley 1888
- A text-book on roofs and bridges. Part II. Graphic Statics, New York: Wiley 1890
- A text-book on retaining walls and masonry dams, New York: Wiley 1892
- A text-book on roofs and bridges. Part III. Bridge Design, New York: Wiley, 1894
- Strength of materials. A text-book for manual training schools,  Wiley 1897
- A text-book on roofs and bridges. Part IV. Higher Structures, Wiley 1898
- Elements of Sanitary Engineering, 2. Auflage, Wiley 1899, Archive
- The principle of least work in mechanics and its use in investigations regard-ing the ether of space, Proceedings of the American Philosophical Society, Band 42, Nr. 173, 1903, S. 162–165.
- Elements of mechanics. Forty lessons for beginners in engineering, New York: Wiley 1905
- A treatise on hydraulics, Wiley 1908, Archive
- Mechanics of Materials, 10. Auflage, Wiley 1910, Archive
- American Civil Engineer’s Pocket Book, Wiley 1911
- Elements of Hydraulics, Wiley 1912, Archive
- Handbook for Surveyors, 5. Auflage, Wiley 1918, Archive

Er veröffentlichte auch ein Buch über Unterhaltungsmathematik unter dem Pseudonym E. H. Lick (Recreations in Mathematics, 1907).